# Shannonovo–Fanovo kódování
Shannonovo-Fanovo kódování je statistická metoda bezeztrátové komprese navržená roku 1949 Shannonem, Weawerem a Fanem. Od Huffmanova kódování se liší pouze konstrukcí binárního stromu: Množina znaků je rekursivně dělena vždy na dvě podmnožiny, aby součet výskytů znaků v obou podmnožinách byl přibližně stejný. Jedné podmnožině je pak v kódu přiřazena binární 1 a druhé 0. Tento kód je tedy konstruován od kořene k listům a na rozdíl od Huffmanova kódování, jehož kód je tvořen od listů ke kořenu, nemusí být optimální.